# Compagnie de chemins de fer secondaires
La Compagnie des chemins de fer secondaires (CFS), est créée en 1923 pour reprendre les concessions hors du département de la Marne (donc Aisne et Ardennes entre Guignicourt et Rethel) de la Compagnie du chemin de fer de la banlieue de Reims et extensions (CBR) .
En 1960, le 29 février, la CFS fusionne avec la Compagnie des chemins de fer secondaires du Nord-Est et la  Société du chemin de fer de Marle à Montcornet (MM) pour former une nouvelle société nommée Compagnie des chemins de fer secondaires et transports automobiles (CFSTA),
En 1966, la CFSTA fusionne avec la Société générale des chemins de fer économiques (SE) pour former l'actuelle Société des Chemins de fer et transport automobile (CFTA).